# همفري بيت
همفري بيت (بالإنجليزية: Humphrey Bate)‏ هو كاتب أغاني أمريكي، ولد في 25 مايو 1875 في Castalian Springs, Tennessee ‏ في الولايات المتحدة، وتوفي بنفس المكان في 12 يونيو 1936.

## وصلات خارجية
- همفري بيت على موقع ميوزك برينز (الإنجليزية)
- همفري بيت على موقع ديسكوغز (الإنجليزية)